# Georges Joris
Georgius (Georges) Joris (Mechelen, 9 februari 1921 – Rijmenam, 12 augustus 2022) was een Belgisch politicus voor de SP. Hij was van 1986 tot 1988 burgemeester van Mechelen.

## Levensloop
Joris werd geboren in een arbeidersgezin te Mechelen en had een broer. Kort voor de Tweede Wereldoorlog, in 1939, stierf zijn moeder. In 1940 behaalde hij zijn diploma aan de Normaalschool van Lier. In 1941 ging hij aan de slag als bediende bij de stad Mechelen, twee jaar later (1943) werd hij naar Duitsland gevoerd. In 1944 - tijdens een verlof in België - dook hij onder bij een tante in Schaarbeek waar hij verbleef tot de bevrijding. Rond deze periode werd hij lid van de BSP.
Vervolgens ging hij aan de slag als leraar in de school op de Oude Antwerpsebaan (de huidige basisschool De Baan) alwaar hij in 1951 schoolhoofd werd. In 1958 werd hij aangesteld als Rijksinspecteur voor het basisonderwijs, eerst te Genk, later te Willebroek en ten slotte te Mechelen. In 1972 werd hij hoofdinspecteur.
Omstreeks 1982 werd hij partijvoorzitter van de SP te Mechelen. Na de gemeenteraadsverkiezingen van 10 oktober 1982 werd hij aldaar verkozen tot gemeenteraadslid en aangesteld tot schepen van onderwijs onder burgemeester en partijgenoot Jef Ramaekers in een coalitie van SP, PVV en Volksunie. Hierop aansluitend werd hij na het ontslag van Ramaekers in 1986 benoemd als burgemeester, een mandaat dat hij uitoefende tot de lokale verkiezingen van 1988.
In de Stedelijke Musea Mechelen bevindt zich een bronzen borstbeeld gegoten door Frans Walravens in 1991.
Hij was gehuwd en heeft twee kinderen. Zijn echtgenote overleed in 2014. Georges Joris vierde op 9 februari 2021 zijn 100e verjaardag. Hij overleed in 2022 op 101-jarige leeftijd in een woonzorgcentrum in Rijmenam, gemeente Bonheiden.